# Phare d'Estemündung
Le phare d'Estemündung (en allemand : Leuchtturm Estemündung) est un phare inactif situé à l'embouchure, côté est, de l'Elbe, dans le quartier de Neuenfelde à Hambourg (Land de Hambourg), en Allemagne.
Il était géré par la WSV de Hambourg .

## Histoire
Le phare d'Estemündung  a été mis en service le 15 mars 1967 près du chantier naval Pella Sietas (en) et de l'aéroport de Hambourg-Finkenwerder. Il est situé à l'embouchure de la petite rivière Este sur une petite jetée. Il était équipé de la lentille de Fresnel de l'ancien phare de Cranz avec une ampoule de 100 watts. Il a été désactivé définitivement en 2001.

## Description
Le phare est une tour en béton armé de 6,3 m de haut, avec une galerie-terrasse et une lanterne semi-circulaire. La tour est peinte en gris-blanc. Son feu à occultations émettait, à une hauteur focale de 10,7 m, un éclat blanc et rouge et vert, selon direction, par période de 6 secondes. Sa portée était de 9 milles nautiques (environ 17 km) pour le feu blanc, 7 milles nautiques (environ 13 km) pour le rouge et 6 milles nautiques (environ 11 km) pour le feu vert.
Identifiant : ARLHS : FED-349 - ex-Amirauté : B1569.
|          |
| Le phare |

|             |
| La lanterne |